# Savia (álbum)
Savia es un álbum de la cantante japonesa, Mami Kawada. Es su segundo álbum de estudio producido por I've Sound y Geneon Entertainment. El álbum salió a la venta el 26 de marzo de 2008.
El número de catálogo de este álbum es GNCV-1001 para la edición regular (Solamente en formato CD) y GNCV-1002 para la edición limitada (CD+DVD). El DVD contiene el videoclip de la canción portamento.
El álbum contiene 13 canciones y algunas canciones pertenecen a algunos de sus singles anteriores Akai Namida/Beehive, Get my way! y JOINT. El álbum tiene ocho canciones nuevas además de un remix de las canciones Beehive. 翡翠 -HISUI- fue utilizada como canción principal para la adaptación a la gran pantalla del juego, Oneechan Bara The Movie (お姉チャンバラ?) y sense fue utilizada como canción inserta en la segunda temporada del anime, Shakugan no Shana II.

## Canciones
1. energy flow - 2:09
Composición: Tomoyuki Nakazawa
Arreglos: Tomoyuki Nakazawa, Takeshi Ozaki
2. JOINT - 4:01
Composición: Tomoyuki Nakazawa
Arreglos: Tomoyuki Nakazawa, Takeshi Ozaki
Letra: Mami Kawada
3. Beehive -album edit- - 4:28
Composición: Tomoyuki Nakazawa
Arreglos: Tomoyuki Nakazawa, Takeshi Ozaki
Letra: Mami Kawada
4. TRILL - 4:50
Composición y arreglos: Kazuya Takase
Letra: Mami Kawada
5. Akai Namida - 4:19
Composición y arreglos: Tomoyuki Nakazawa
Letra: Mami Kawada
6. triangle - 4:50
Composición y arraglos: Kazuya Takase
Letra: Mami Kawada
7. sense - 4:13
Composición: Tomoyuki Nakazawa
Arreglos: Tomoyuki Nakazawa, Takeshi Ozaki
Letra: Mami Kawada
8. DREAM - 5:35
Composición y arreglos: Maiko Iuchi
Letra: Mami Kawada
9. intron tone - 4:22
Composición: Tomoyuki Nakazawa
Arreglos: Tomoyuki Nakazawa, Takeshi Ozaki, Kazuya Takase
Letra: Mami Kawada
10. 翡翠 -HISUI- - 5:30
Composición: C.G mix
Arreglos: C.G mix, Takeshi Ozaki
Letra: Mami Kawada
11. Saigo no Yakusoku - 5:50
Composición y arreglos: Maiko Iuchi
Letra: Mami Kawada
12. Get my way! - 2:56
Composición: Kazuya Takase
Arreglos: Kazuya Takase, Takeshi Ozaki
Letra: Mami Kawada
13. portamento - 6:01
Composición: Tomoyuki Nakazawa
Arreglos: Tomoyuki Nakazawa, Takeshi Ozaki
Letra: Mami Kawada

- Datos: Q3474545